# Talana
Talana est une commune de la province de Nuoro en Sardaigne (Italie).

## Géographie

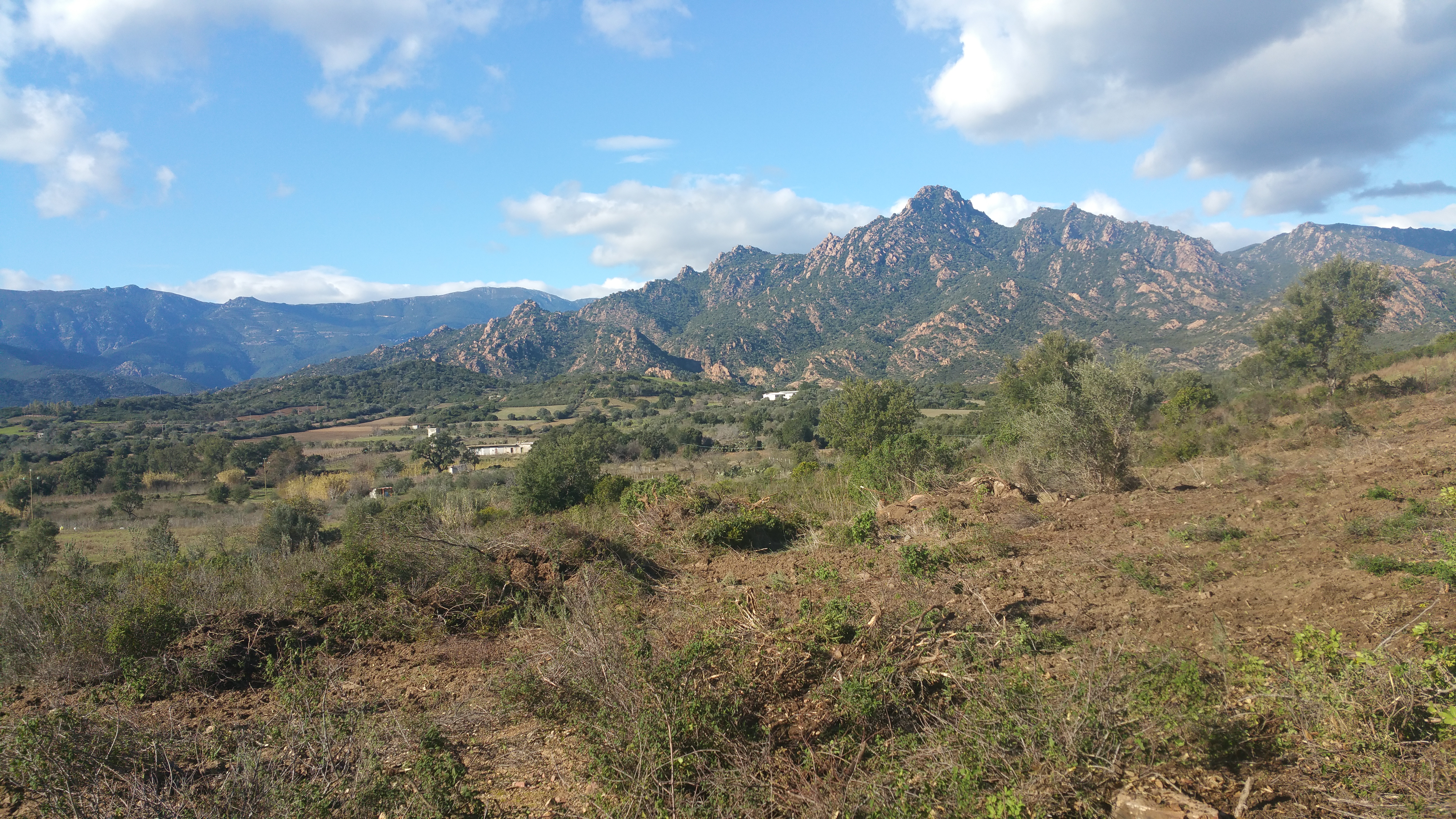
Mont Mundugia ("Munduge") vu d'une zone de campagne Genn'e orrodas. À l'arrière-plan, les monts qui forment la frontière avec le haut plateau, enneigé sur les cimes.

## Histoire
Le nom de Talana, selon le linguiste Massimo Pittau pourrait être d'origine nuragique et signifier « splendeur du cie » (serait typique en ce sens la triple répétition de la voyelle a). Selon ce même scientifique, en outre, Thalna, ou Thalana serait également une divinité étrusque, déesse de la jeunesse. On pourrait dès lors supposer une présence étrusque sur le territoire de la commune ou des rapports d'échanges réguliers entre les Sardes de l'époque des Nuraghes et des Étrusques, au point de laisser une trace de ces échanges dans le nom du village.
À l'époque romaine, Talana et les localités environnantes – Urzulei, Triei, Baunei et Lotzorai sont intégrées à la tribu des Alticenses.
Talana se distingue alors comme un poste militaire et commercial d'importance, desservi par un réseau de routes. La plus notable de ces voies monte depuis la côte, traverse Villagrande Strisaili et poursuit vers les centres de la montagne de la Barbagi. La découverte, en 1921, d'un trésor de 676 monnaies romaines, couvrant une période de plusieurs empereurs, est une preuve tangible des échanges commerciaux intenses qui animent ce territoire.

## Monuments et sites archéologiques

### Architecture religieuse
- Église de Santa Maria
- Église de Sant Efisio
- Église de Santa Marta

### Sites archéologiques
- Nuraghe Bau ' e Tanca, l'une des plus hautes de Sardaigne
- Tombe des géants de Bau'e Tanca, à côté de la nuraghe
- la nécropole de Sillacacaro des domus de janas
- Nuraghe Nercone et le village nuragique
- Le grand menhir Is Cannas

### Ancien moulin
Le Moulin Tegas de Talana est un symbole vivant des pratiques agraires d'antan. Autrefois, la mouture des céréales était une activité quotidienne et essentielle. Jusqu'en 1960, il était courant utiliser  une meule domestique en pierre volcanique actionnée par un âne sarde qui tournait en rond, réduisant les grains de blé et l'orge en farine.
Le petit moulin de la famille Tegas, situé dans la Via Principe Umberto, témoigne de cette époque révolue. Initialement alimenté au charbon, puis converti à l'électricité, il a cessé de fonctionner en 1970, mais sa machinerie est toujours intacte et peut  encore fonctionner lors des fetes de village .

## Longévité
Giovanni Mario Pes, chercheur à l'université de Sassari, et le professeur Michel Henry Poulain, de l'université catholique de Louvain, ont publié dans Experimental Gerontology leur étude démographique sur la longévité humaine, qui identifie la province de Nuoro- Ogliastra, en Sardaigne, comme la zone présentant la plus forte concentration de centenaires au monde. Talana fait partie de ces villages.
Pour mener à bien leurs travaux, les chercheurs ont dessiné sur la carte une série de cercles concentriques bleus indiquant les zones où la longévité est la plus élevée, d'où le terme de « zone bleue ».

## Culture

### Les évènements
Le village organise différentes fêtes chaque année dont la fête de saint Efisio.

### La cuisine
C'est la cuisine sarde de l'ogliastra avec ces fameux culurgiones réalisés dans les familles.

### Le jambon de Talana
Celui-ci est fameux en Sardaigne car il s'agit de cochon autochtone, une race sarde et c'est l'occasion chaque année début août d'une fête locale.

### La morra
Ce sont des villages ou les jeunes pratiques ce jeux antiques la mourre, la morra, ou su murra en sarde., notamment lors des fêtes de village.

### le musée
L’artisanat local, est exposé à la maison musée d’Arti Antiga, met en valeur des ouvrages textiles (comme les couvertures colorées « sa frassada »), des objets en fer forgé et des poteries traditionnelles.

## Tourisme
Le territoire se prête à la randonnée en Sardaigne à travers ses montagnes.
L 'une des belles excursions en anneau est celle Monte Mundugia e Paule Mundugia.
il est possible de pratiquer du canyoning  à Baccu Sa Figu
Talana est une étape du sentier religieux de san giorgio entre Urzulei et Villagrande Strisaili.

### La fete du jambon
La fête du jambon locale et régionale depuis plus de 32 ans attire de nombreux touristes et amateurs de charcuterie pour déguster ce fameux jambon sarde produit par les bergers de alana.L'evénement inclut la visites des anciennes maisons qui sont ouvertes au public, permettant admirer des produits et objets artisanaux.

## Administration
| Période                                  | Période  | Identité          | Étiquette    | Qualité |
| ---------------------------------------- | -------- | ----------------- | ------------ | ------- |
| 10 mai 2005                              | En cours | Cesarina Marcello | Lista Civica |         |
| Les données manquantes sont à compléter. |          |                   |              |         |

### Communes limitrophes
Baunei, Lotzorai, Orgosolo, Triei, Urzulei, Villagrande Strisaili

### Évolution démographique
Habitants recensés